# Raslavka, Kremeneț
Raslavka (în ucraineană Раславка) este un sat în comuna Lopușne din raionul Kremeneț, regiunea Ternopil, Ucraina.

## Demografie
Componența lingvistică a localității Raslavka
     Ucraineană (99,32%)
     Alte limbi (0,68%)
Conform recensământului din 2001, majoritatea populației localității Raslavka era vorbitoare de ucraineană (99,32%), existând în minoritate și vorbitori de alte limbi.